# Bundesverband Deutscher Männerballette
Der Bundesverband Deutscher Männerballette e. V. (BvDM) mit Sitz in Bonn wurde im Jahre 2004 gegründet als Dachverband für Männerballette sowie Fastnachts- und Karnevalsvereine.
Zweck des Vereins ist die Pflege und Unterhaltung des bodenständigen kulturellen und musischen Brauchtums, insbesondere des Männerballetttanzes sowie Karnevals-, Fastnachts- und Faschingsgeschehens.
In jedem Jahr finden Deutsche Meisterschaften im Männerballetttanz statt.
Die Meisterschaft bzw. die Tänze werden von einer Fachjury bewertet, die alle eine Wertungsrichterausbildung (verschiedener Verbände) besitzen. Unter ihnen sind Manuela Chroscz-Karaiskos (Deutscher Verband für Gardetanz), Oliver Noweck (Deutscher Verband für Gardetanz), Stephan Karaiskos (Deutscher Verband für Gardetanz) sowie Ralf Josat (TAF The Actiondance Federation).
Der BvDM e. V. unterstützt beratend deutschlandweit Ausrichter von Männerballettveranstaltungen. Der BvDM e. V. setzt ganz besonders auf Öffentlichkeitsarbeit und knüpft und pflegt die Kontakte zu Printmedien, Hörfunk und Fernsehen sowie zur Politik. In Planung sind auch Regionale Meisterschaften sowie der Ausbau von Tanzworkshops.
Neben der Deutschen Meisterschaft werden regionale Meisterschaften in ganz Deutschland von einigen Vereinen ausgerichtet. Diese Veranstaltungen versammeln bis zu 2.000 Besucher in den Austragungshallen.